# Chiesa di Santa Maria Nuova (Viterbo)

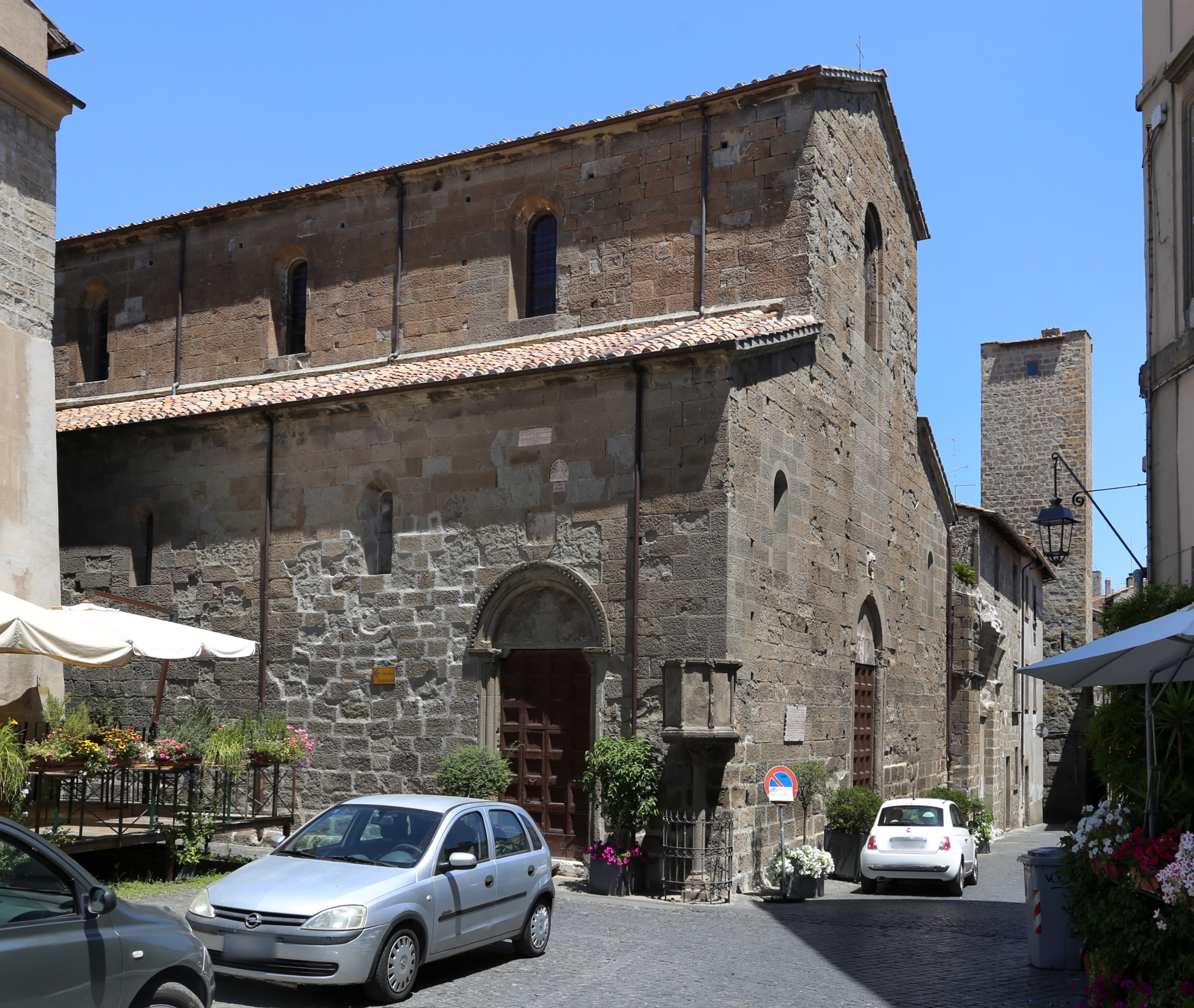
Lato sinistro esterno

La chiesa di Santa Maria Nuova è una chiesa romanica di Viterbo situata nel centro storico, non distante dal quartiere medioevale di San Pellegrino e da Piazza San Lorenzo. È sede della parrocchia più antica della città, risalente al 1217.

## Storia

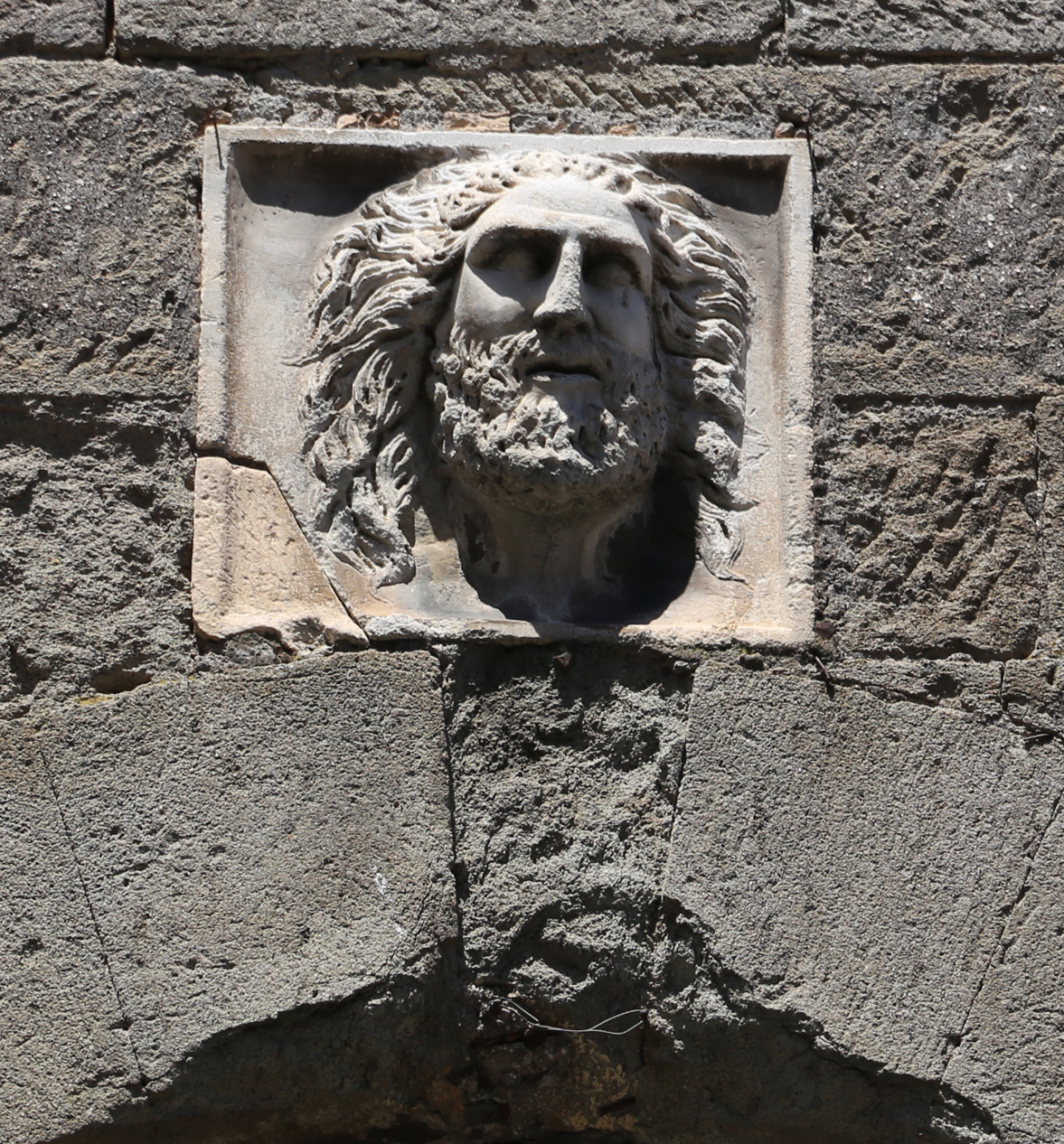
La cosiddetta "testa di Giove"

Secondo il fantasioso cronista del XV secolo Annio da Viterbo, detto Nanni, sarebbe stata fondata addirittura nel 380 dai discendenti di Ercole, a sua volta mitico fondatore di Viterbo. Ovviamente una congettura leggendaria in un periodo, quello rinascimentale, in cui storici ed eruditi locali cercavano di glorificare oltremisura la propria città (e Giovanni Nanni fu quello che più si spinse in tal senso), facendo sfoggio delle loro riscoperte conoscenze e degli studi classici e umanistici.
L'attuale chiesa, costruita prima del 1080, stando alla pergamena dell'atto di donazione (conservata nell'Archivio Comunale degli Ardenti) da parte del prete Biterbo al vescovo Giselberto di Toscanella (oggi Tuscania), dovette sorgere sul luogo di un preesistente edificio sacro, forse del VI secolo, intitolato alla Vergine, se non di un tempio pagano dedicato a Giove. La chiesa “nuova” era affiancata da un ricovero per pellegrini di cui sopravvivano in parte due arcate a destra della facciata.
L'importanza che Santa Maria Nuova assunse nei secoli si deve al fatto che la chiesa era luogo prediletto dal Comune per le assemblee di maggior rilievo, almeno fino a quando non fu edificato il Palazzo dei Priori, nonché per la conservazione di tesoro e archivio cittadini. La chiesa era inoltre sede dell'Arte dei Bifolchi e sepoltura di nobili casate, tra cui i Monaldeschi. Dal XVI secolo in poi conobbe un declino protrattosi fino a tempi recenti. Anche qui la purezza del suo stile romanico-lombardo venne contaminata tra XVII secolo e XIX secolo da grossolane aggiunte e modifiche (volte, intonaci, altari, stucchi, cappelle al posto delle absidi minori, sostituzione delle monofore della facciata con un oculo e due lunette). Soltanto i restauri effettuati dal 1907 al 1914 riportarono la chiesa alla sua primitiva bellezza, a cui seguirono altri interventi negli anni sessanta del XX secolo.

## Descrizione

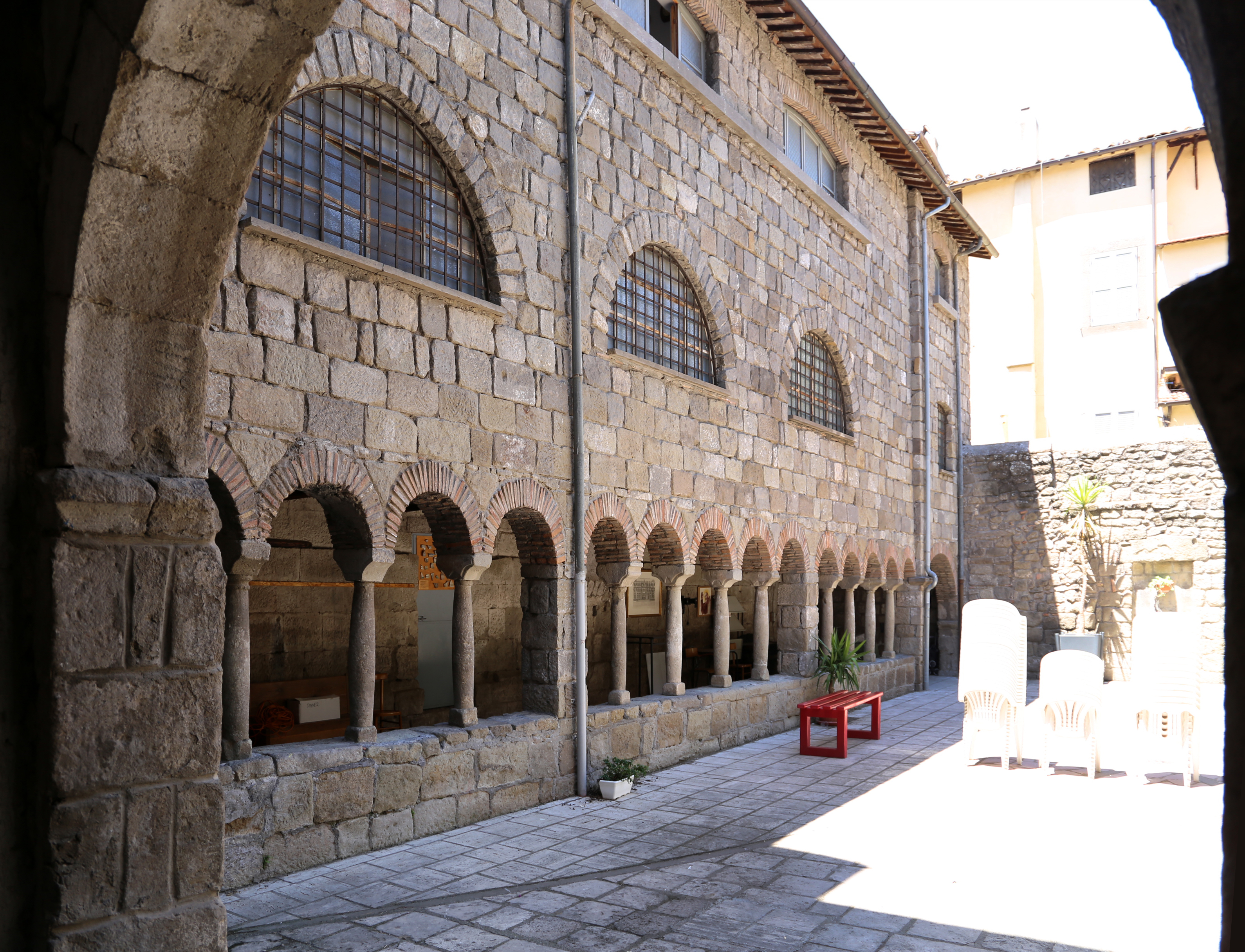
Il chiostro "longobardo" di Santa Maria Nuova

La facciata è di semplici linee, aperta da tre monofore e un portale sormontato da una lunetta, con tracce quasi invisibili di pitture e una testa marmorea ritenuta di Giove. All'angolo sinistro, sorretto da una sottile colonna, vi è un pulpito esagonale dedicato a san Tommaso d'Aquino, che nel 1266 predicò spesso in questa chiesa su richiesta di Clemente IV, esortando, tra l'altro, i viterbesi alla pace con gli orvietani. Accanto si apre il portale laterale con motivo ornamentale a punta di diamante. Da notare, in alto, un frammento marmoreo datato al VI secolo, probabilmente parte dell'edificio preesistente. 

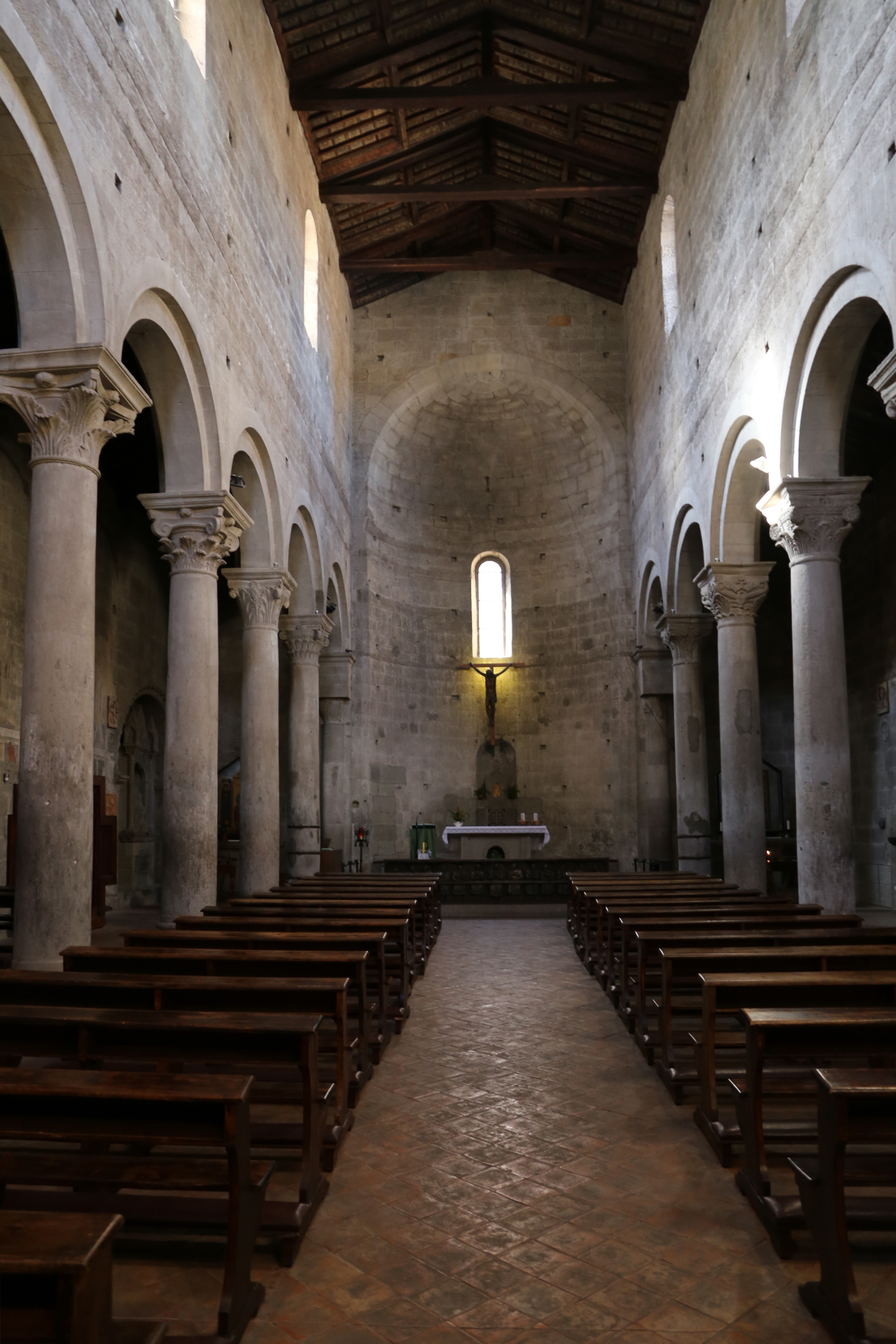
L'interno della chiesa

La chiesa è un prestigioso esempio di romanico viterbese in forme basilicali con influssi lombardi, diviso in tre navate da due file di sei colonne e due semicolonne monolitiche sormontate da capitelli del tutto differenti l'uno dall'altro, simili a quelli della cattedrale locale e per i quali sembra siano serviti da modello, vero capolavoro dei tanto validi quanto ignoti scalpellini viterbesi. Il soffitto è a capriate ed è decorato da pianelle e travi dipinte a tempera con motivi floreali tra il 1460 e il 1490.
In fondo alla navata destra sono sistemati cippi, stemmi, lapidi, frammenti di varie epoche, tra cui la stele che reca inciso l'atto di donazione della chiesa del 1080 e il busto, opera marmorea di Pietro Tenerani, che indica la sepoltura del letterato viterbese Orazio Carnevalini, morto nel 1823. Le acquasantiere, provenienti dalla chiesa di Sant'Omobono (o di San Salvatore), sita nella vicina piazza San Carluccio, sono originali del XII secolo. Inizia quindi la vera e propria galleria di pittura viterbese dal XIV al XVI secolo, con una tavola di autore incerto del XVI secolo (forse il locale Giovan Francesco d’Avanzarano, detto il Fantastico), che raffigura la Madonna col Bambino tra san Bartolomeo e san Lorenzo. A seguire sono due grandi nicchie affrescate: nella prima è una crocifissione tra la Madonna, san Giovanni, sant'Ambrogio, un altro santo e angeli di Francesco d’Antonio Zacchi, detto il Balletta (XV secolo); nel sottarco sono medaglioni con raffigurati i santi Lorenzo, Paolo, Giovanni Battista, Michele Arcangelo, Pietro, Stefano e il Redentore benedicente; nella seconda nicchia è un'altra crocifissione con la Madonna, san Giovanni, santa Barbara e san Nicola, datata al 1293, di scuola toscana; nell'archivolto sono san Lorenzo e lo stemma dei Monaldeschi, il cui sepolcro era ivi situato. Presso l'abside minore destra, sul cui altare è una Madonna in trono con Gesù bambino e angeli, di autore ignoto del XV secolo, è l'ingresso alla sagrestia ristrutturata (in cui è conservata una pianella tolta dal soffitto, con scena di aratura) e un tabernacolo marmoreo del XVI secolo.
Nel presbiterio, delimitato da una balaustra bronzea di Carlo Canestrari raffigurante l'Ultima Cena (1964), sono l'altare maggiore del XII secolo, con apertura ad archetto per consentire la vista delle reliquie all'interno di esso, e, nell'abside maggiore, un ciborio coevo. Il trono di peperino è recente (1950 circa), così come il crocifisso, sempre del Canestrari, fuso in bronzo nel 1987. Due scale ai lati del presbiterio conducono alla suggestiva cripta ad oratorio (ma vi si accede anche esternamente dal retro dell'abside), dove è collocato il fonte battesimale in peperino e travertino dei fratelli viterbesi De Alexandris (1961).

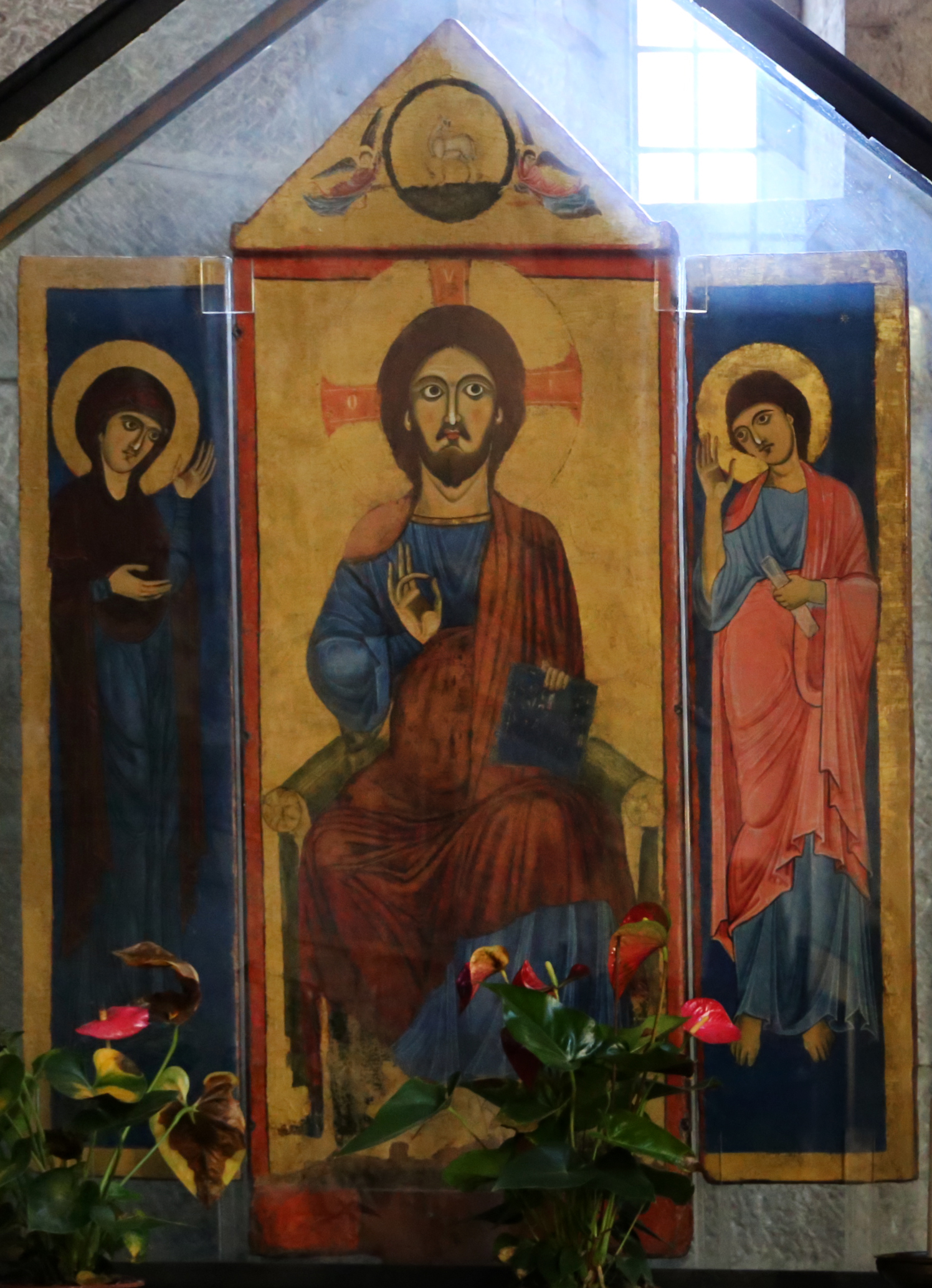
Scuola romana, trittico su pergamena del XIII secolo

Sull'altare dell'abside sinistra è un trittico di scuola romana del XIII secolo, dipinto su cuoio, recante al centro l'immagine del Cristo benedicente tra la Vergine e san Giovanni; sul retro è invece san Michele Arcangelo tra i santi Pietro e Paolo. L'opera fu ritrovata nel 1283 in una cassa di pietra da alcuni contadini durante l'aratura di un campo presso le terme e fu portata solennemente in Santa Maria Nuova, la chiesa dell'Ars Bubulcorum, la corporazione dei Bifolchi, ricordando annualmente l'evento con una suggestiva processione, tradizione tuttora rispettata. Probabilmente il quadro era stato nascosto circa quarant'anni prima per sottrarlo ai saccheggi delle milizie di Federico II, al tempo impegnato in un infausto assedio alla città; tali soldati erano soliti servirsi anche dei quadri di legno per ricavarne scudi.
Di seguito, in cima alla navata sinistra, è un grande tabernacolo gotico a tre cuspidi, che inquadra una moderna Pietà (arte) in peperino (1958), ancora del Canestrari (1922-1988), che lì è sepolto. Dopo i resti di un affresco del XIV secolo di scuola viterbese e un bassorilievo in terracotta del contemporaneo Mario Vinci, con il Ritrovamento del trittico del Santissimo Salvatore (2002), seguono altre due nicchie con affreschi. Il primo è del Balletta (XV secolo) e raffigura la Madonna in trono con Gesù bambino, tra il Battista, una devota e il Cristo risorto, con effigi di santi e il Cristo benedicente nel sottarco; il secondo, prezioso, è del viterbese Matteo Giovannetti (pittore di formazione senese che lavorò al palazzo papale di Avignone, in Francia) e risale al 1340 circa: vi è raffigurata una crocifissione con la Madonna, il Battista, la Maddalena, san Giovanni evangelista e san Giacomo maggiore. L'ultima pittura, incorniciata da decorazioni in pietra del XVI secolo, è un affresco del Pastura (inizi XVI secolo), che rappresenta san Girolamo tra san Giovanni battista e san Lorenzo, con in basso a sinistra la figura del committente. Infine, presso l'uscita, altri cippi, lapidi e frammenti.
Al termine della fiancata sinistra della chiesa sono visibili le tre absidi, di cui la centrale è decorata da arcatelle con motivi zoomorfi e antropomorfi, di chiara influenza lombarda. Quindi, attraverso una scala (l'inferriata è ottocentesca e lungo la scala sono esposte lastre funerarie tolte dalla chiesa durante i restauri d'inizio XX secolo), si raggiunge l'ingresso al piccolo chiostro, definito longobardo in quanto ritenuto parte di un edificio paleocristiano preesistente alla chiesa attuale, tesi che può essere giustificata dal fatto che alcuni elementi strutturali del chiostro richiamano fortemente le forme di altri due monumenti di epoca longobarda della città: il campanile di Santa Maria della Cella e il più antico dei due campanili della chiesa di San Sisto. Del chiostro rettangolare, scoperto soltanto nel 1954 e riportato alla luce grazie a un lungo restauro protrattosi fino agli anni ottanta del XX secolo, sono rimasti solo due degli originari quattro lati. Quello più lungo è composto da tre gruppi di cinque piccole arcate intervallati da pilastrini. Gli archetti, in laterizi, sono sorretti da esili colonne con evidente entasi (tipica dell'architettura longobarda), terminanti in capitelli a forma di stampella. Il lato minore, opposto all'ingresso, presenta invece tre ampi e massicci archi romanici sostenuti da pilastri. Nel corso dei secoli l'area fu usata addirittura come fossa comune, come risultò dai numerosi scheletri rinvenuti durante i restauri: questo e altri usi impropri fecero andare in malora anche la sagrestia e la vecchia casa canonica. Soltanto con una provvidenziale ristrutturazione ad opera della parrocchia locale negli anni sessanta e settanta, parallela a quella del chiostro, si riuscì a salvare e a rimodernare il complesso, che oggi comprende anche il piccolo teatro intitolato a don Mario Gargiuli (1923-1966).